# Тршинец (футбольный клуб)
«Трши́нец» (чеш. FK Třinec) — чешский футбольный клуб из одноимённого города, выступающий в Футбольной национальной лиге, втором по силе футбольном дивизионе Чехии. Домашние матчи проводит на стадионе Рудольфа Лабайе, вмещающим 2000 зрителей.

## История
В 1921 году в Тршинце польской диаспорой был основан футбольный клуб «Сила Тршинец», в этом же году, немецкой диаспорой города был основан клуб «ДСВ Тршинец». Двумя годами позже, уже чехи создали в городе клуб «Тршинец».
После февральских событий 1948 года коммунисты в Чехии начали сокращать количество организаций в стране, и под это сокращение попали также и спортивные организации. Так, в 1952 году польский и чешский футбольные клубы были объединены. 
Впервые в Высшей лиге Чехословакии клуб выступил в сезоне 1963/64, но по окончании сезона не смог закрепиться и вылетел в дивизион ниже. Возвращение в элиту произошло через шесть лет, в сезоне 1970/1971. Так, с перерывом в один сезон, клуб продержался в высшей лиге пять сезонов, где наивысшим достижением было 10-е место в 1971 году.
В чемпионате Чехии клуб все сезоны провёл во вторых и третьих дивизионах, где лучшим достижением было 4-е место во Второй лиге в сезоне 1993/94.

## Прежние названия
- 1923 — СК Тршинец (чеш. Sportovní klub Třinec)
- 1937 — СК ТЖ Тршинец (чеш. Sportovní klub Třinecké železárny Třinec)
- 1950 — ЕТО Сокол Железарни Тршинец (чеш. Jednotná tělovýchovná organizace Sokol Železárny Třinec)
- 1952 — ДСО ТЖ Тршинец (чеш. Dobrovolná sportovní organizace Třinecké železárny Třinec)
- 1953 — ДСО Баник Тршинец (чеш. Dobrovolná sportovní organizace Baník Třinec)
- 1958 — ТЕ ТЖ Тршинец (чеш. Tělovýchovná jednota Třinecké železárny Třinec)
- 1993 — СК Железарни Тршинец (чеш. Sportovní klub Železárny Třinec)
- 2000 — ФК Фотбал Тршинец (чеш. Fotbalový klub Fotbal Třinec)
- 2022 — ФК Тршинец (чеш. Fotbalový klub Třinec)

## Выступление в чемпионате и Кубке Чехии
| Сезон   | Лига/дивизион                      | Уров. | Место | Кубок                 |
| ------- | ---------------------------------- | ----- | ----- | --------------------- |
| 1993/94 | Вторая лига                        | 2     | 4     | Третий раунд          |
| 1994/95 | Вторая лига                        | 2     | 7     | Первый раунд          |
| 1995/96 | Вторая лига                        | 2     | 5     | Второй раунд          |
| 1996/97 | Вторая лига                        | 2     | 12    | 1/8 финала            |
| 1997/98 | Вторая лига                        | 2     | 14    | Второй раунд          |
| 1998/99 | Вторая лига                        | 2     | 13    | Третий раунд          |
| 1999/00 | Вторая лига                        | 2     | 10    | Первый раунд          |
| 2000/01 | Вторая лига                        | 2     | 16    | Третий раунд          |
| 2001/02 | Моравско-силезская футбольная лига | 3     | 12    | Первый раунд          |
| 2002/03 | Моравско-силезская футбольная лига | 3     | 12    | Второй раунд          |
| 2003/04 | Моравско-силезская футбольная лига | 3     | 6     | Первый раунд          |
| 2004/05 | Моравско-силезская футбольная лига | 3     | 13    | Первый раунд          |
| 2005/06 | Моравско-силезская футбольная лига | 3     | 4     | Второй раунд          |
| 2006/07 | Вторая лига                        | 2     | 13    | Третий раунд          |
| 2007/08 | Вторая лига                        | 2     | 11    | 1/4 финала            |
| 2008/09 | Вторая лига                        | 2     | 9     | Второй раунд          |
| 2009/10 | Вторая лига                        | 2     | 9     | Третий раунд          |
| 2010/11 | Вторая лига                        | 2     | 5     | Третий раунд          |
| 2011/12 | Вторая лига                        | 2     | 15    | Второй раунд          |
| 2012/13 | Моравско-силезская футбольная лига | 3     | 1     | 1/8 финала            |
| 2013/14 | Футбольная национальная лига       | 2     | 9     | Третий раунд          |
| 2014/15 | Футбольная национальная лига       | 2     | 13    | 1/4 финала            |
| 2015/16 | Футбольная национальная лига       | 2     | 13    | Второй раунд          |
| 2016/17 | Футбольная национальная лига       | 2     | 12    | Второй раунд          |
| 2017/18 | Футбольная национальная лига       | 2     | 5     | Третий раунд          |
| 2018/19 | Футбольная национальная лига       | 2     | 10    | Третий раунд          |
| 2019/20 | Футбольная национальная лига       | 2     | 13    | Третий раунд          |
| 2020/21 | Футбольная национальная лига       | 2     | 9     | Третий раунд          |
| 2021/22 | Футбольная национальная лига       | 2     | 14    | Третий раунд          |
| 2022/23 | Футбольная национальная лига       | 2     | 16    | Третий раунд          |
| 2023/24 | Моравско-силезская футбольная лига | 3     | 3     | Второй раунд          |
| 2024/25 | Моравско-силезская футбольная лига | 3     | 2     | Предварительный раунд |
| 2025/26 | Моравско-силезская футбольная лига | 3     |       |                       |

## Достижения
- Победитель МСФЛ: 2012/13